# UTC+1:30
UTC+1:30 је временска зона коју су у прошлости користиле Слободна Држава Орање, Трансвал и Колонија Рт добре наде од 1892. до 1903. године у садашњој Јужној Африци. Ову временску зону је накратко користила и бивша немачка југозападна Африка (данашња Намибија).